# Чемпионат Литвы по футболу 1998/1999
А Лига 1998/1999 (лит. A Lyga 1998/1999) — 10-й сезон чемпионата Литвы по футболу со времени восстановления независимости Литвы в 1990 году. Он начался 10 июля 1998 года и закончился 13 июня 1999 года. Это был последний чемпионат, который проводился по системе «осень-весна».
По итогам прошлого сезона из I лиги в А Лигу вышли «Дайнава» и «Кауно Егеряй». «Ранга-Политехника», «Интерас», «Таурас» и «Укмерге» покинули элитный дивизион. Вместо «Гележинис Вилкас» в А Лиге вновь выступал «Жальгирис-2». В итоге стартовали 14 команд.
После 6-го тура с турнира снялся «Панерис» (результаты матчей с его участием были аннулированы), а после 13-го тура снялся «Мастис» (результаты матчей с его участием учтены).
Чемпион получил право стартовать в первом квалификационном раунде Лиги чемпионов, а клубы, занявшие второе и третье места, — в первом отборочном раунде Кубка УЕФА. Команда, занявшая четвёртое место, участвовала в Кубке Интертото с первого раунда.

## Турнирная таблица
| М  | Команда      | И  | В  | Н | П  | Мячи    | ±   | О  | Примечания                                        |
| -- | ------------ | -- | -- | - | -- | ------- | --- | -- | ------------------------------------------------- |
| 1  | Жальгирис    | 23 | 18 | 5 | 0  | 68 − 8  | +60 | 59 | 1-й квалификационный раунд Лиги чемпионов 1999/00 |
| 2  | Кареда       | 23 | 18 | 4 | 1  | 67 − 11 | +56 | 58 | Предварительный раунд Кубка УЕФА 1999/00          |
| 3  | Каунас       | 23 | 18 | 3 | 2  | 57 − 14 | +43 | 57 | Предварительный раунд Кубка УЕФА 1999/00          |
| 4  | Экранас      | 23 | 12 | 5 | 6  | 45 − 20 | +25 | 41 | Первый раунд Кубка Интертото 1999                 |
| 5  | Инкарас      | 23 | 11 | 4 | 8  | 34 − 27 | +7  | 37 |                                                   |
| 6  | Атлантас     | 23 | 8  | 4 | 11 | 34 − 33 | +1  | 28 |                                                   |
| 7  | Банга        | 23 | 7  | 5 | 11 | 18 − 30 | −12 | 26 |                                                   |
| 8  | Невежис      | 23 | 7  | 4 | 12 | 17 − 36 | −19 | 25 |                                                   |
| 9  | Дайнава      | 23 | 8  | 1 | 14 | 24 − 53 | −29 | 25 |                                                   |
| 10 | Жальгирис-2  | 23 | 6  | 3 | 14 | 25 − 60 | −35 | 21 | Понижены в Первую лигу 1999 как резервные команды |
| 11 | Кауно Егеряй | 23 | 6  | 2 | 15 | 22 − 48 | −26 | 20 | Понижены в Первую лигу 1999 как резервные команды |
| 12 | Локомотивас  | 23 | 5  | 0 | 18 | 12 − 47 | −35 | 15 | Стыковые матчи                                    |
| 13 | Мастис       | 12 | 1  | 0 | 11 | 4 − 40  | −36 | 3  | Снялся после 12 туров                             |

И — игры, В — выигрыши, Н — ничьи, П — проигрыши, Мячи — забитые и пропущенные голы, ± — разница голов, О — очки

## Результаты матчей

### Пояснения к таблицам
победа хозяев
 ничья
 победа гостей

### Переходные матчи
| Команда 1 | Итог | Команда 2   | 1-й матч | 2-й матч |
| --------- | ---- | ----------- | -------- | -------- |
| Лиетава   | 4:5  | Локомотивас | 3:0      | 1:5      |